# Natronomonas
Genre
Espèces de rang inférieur
- Natronomonas gomsonensis
- Natronomonas moolapensis
- Natronomonas pharaonis

Natronomonas est un genre d'archées halophiles aérobies de la famille des Halobacteriaceae. Son développement requiert un milieu à forte concentration en chlorure de sodium NaCl (idéalement 3,5 mol·L-1), faible concentration en cations de magnésium Mg2+, et pH élevé idéalement de 8,5 mais pouvant aller jusqu'à 11. Son génome est constitué d'un chromosome circulaire de 2 595 221 paires de bases, un plasmide haloarchéen typique de 131 kb et un plasmide de 23 kb. Ces microorganismes, qui ne sont pas capables de métaboliser les glucides, utilisent généralement des acides aminés comme sources de carbone, et utilisent un gradient de concentration en protons autour de leur membrane plasmique comme couplage chimiosmotique entre la respiration cellulaire et la phosphorylation de l'ADP en ATP par une ATP synthase.
À ces niveaux de pH, l'ammoniac NH3 et les ions métalliques sont peu abondants. Le génome de cette archée possède trois mécanismes différents pour absorber l'ammoniac, qui est fixé sous forme de glutamate :
- absorption directe de l'ammoniac,
- absorption d'ions nitrate NO3– réduits par la suite en ammoniac,
- absorption d'urée CO(NH2)2 clivée par l'uréase pour libérer de l'ammoniac.

Il est probable que les espèces du genre Natronomonas utilisent la ferrédoxine et non le NADH comme donneur d'électrons pour ces réactions de réduction.